# Physcomitrium templetonii
Physcomitrium templetonii là một loài Rêu trong họ Funariaceae. Loài này được (Sm.) Müll. Hal. mô tả khoa học đầu tiên năm 1845.